# Theology
Theology é o oitavo álbum de estúdio da cantora Sinéad O'Connor, lançado a 18 de Junho de 2007.
É um disco duplo, sendo o primeira a versão acústica ("Dublin Sessions") e o segundo a versão regular ("London Sessions")

## Faixas
Todas as faixas por Sinéad O'Connor, exceto onde anotado.

### Disco 1 – Dublin Sessions
1. "Something Beautiful" – 5:29
2. "We People Who Are Darker Than Blue" (Curtis Mayfield) – 3:56
3. "Out of the Depths" – 5:06
4. "Dark I Am Yet Lovely" – 4:11
5. "If You Had a Vineyard" – 6:18
6. "Watcher of Men" (O'Connor/Tomlinson) – 2:34
7. "33" (O'Connor/Tomlinson) – 2:33
8. "The Glory of Jah" (O'Connor/Tomlinson) – 3:32
9. "Whomsoever Dwells" (O'Connor/Tomlinson) – 2:53
10. "Rivers of Babylon" (Dowe/McNaughton) – 3:39
11. "Hosanna Filio David" (tradicional) – 00:44

### Disco 2 – London Sessions
1. "Something Beautiful" – 5:15
2. "We People Who Are Darker Than Blue" (Curtis Mayfield) – 4:25
3. "Out of the Depths" – 5:03
4. "33" (O'Connor/Tomlinson) – 2:43
5. "Dark I Am Yet Lovely" – 3:31
6. "I Don't Know How to Love Him" (Andrew Lloyd Webber/Tim Rice) – 4:13
7. "If You Had a Vineyard" – 6:34
8. "The Glory of Jah" (O'Connor/Tomlinson) – 4:56
9. "Watcher of Men" (O'Connor/Tomlinson) – 3:18
10. "Whomsoever Dwells" (O'Connor/Tomlinson) – 5:34
11. "Rivers of Babylon" (Dowe/McNaughton) – 4:28

## Tabelas
Álbum
| Tabela (200)           | Posição |
| ---------------------- | ------- |
| Billboard 200          | 168     |
| Top Independent Albums | 15      |

## Créditos
Disco 1 – Dublin Sessions
- Sinéad O'Connor – Vocal, guitarrra
- Steve Cooney – Guitarra

Disco 2 – London Sessions
- Sinéad O'Connor – Vocal, guitarra
- Ron Tom – Guitarra
- Robbie Shakespeare – bass
- Don-E – Guitarra, baixo, piano
- Matthew Phillips – Bateria, percussão
- Mark Gilmour – Guitarra, baixo
- Sam Cloth Shop – Guitarra
- Toby Baker – Piano
- Camilla – Harpa
- Andrew Smith – Guitarra, baixo
- Hawi – Guitarra
- Speks – Bateria, percussão
- Julian Saxi – Violino
- Neil Williams – Violino
- Jonah O'Leary – Violino
- Duaba Tice – Violoncelo
- Natalie Azario – Violoncelo
- Richard Baylis – Corneta
- Bev, Chris Brown, Val – Vocal de apoio
- John Reynolds – Bateria em "I Don't Know How To Love Him"